# Tata Globus
Tata Globus — марка автобусов, выпускающихся индийской компанией Tata Motors.

## Описание
В серию Tata Globus входят автобусы вместимостью 13, 18, 20 и 45 мест. Кузова разрабатываются на Гоа компанией ACGL. Модификации:
- Globus 13 — шасси LP 410/31[5]
- Globus 18 — шасси LP 709/38[6]
- Globus 20 — шасси LPO 918/42[7]
- Globus 45 — шасси LPO 1616/62[8]
- Globus CNG Hybrid[9]

### Hispano Globus
Hispano Globus с заднемоторной компоновкой разработан на шасси 1623c. Автобус оснащается 5,9-литровым дизельным двигателем Cummins 6BT с турбонаддувом и интеркулером мощностью 235 л. с. и крутящим моментом 800 Н·м при 1500 об/мин. В первую очередь, автобус предназначается для туристических и междугородних поездок.
Автобус Tata Hispano Globus спроектирован подразделением Hispano Carrocera. Кузов разработан в Испании, а сама модель представляет собой ребеджинговый вариант Hispano Divo.